# 全国調理師養成施設協会
公益社団法人全国調理師養成施設協会（ぜんこくちょうりしようせいしせつきょうかい）は、日本の公益社団法人の一つで調理師養成施設によって結成されている。

## 沿革
- 1960年（昭和35年） - 任意団体として設立
- 1973年（昭和48年） - 社団法人化
- 2013年（平成25年） - 公益社団法人化

## 活動内容
- 調理師養成施設で使用する教材の作成及び頒布。
- 調理師養成施設調理技術コンクール（通称：グルメピック）の運営。
- 食品技術管理専門士の登録。

## 会員

### 加盟校
- 調理師養成施設を参照

### 賛助会員
- 株式会社アドバンスドエンジニアリング
- 石丸産業株式会社
- 株式会社和泉利器製作所
- 株式会社出雲保険
- AT&G株式会社
- オカモト株式会社
- 貝印株式会社
- キッコーマン株式会社
- 株式会社グッドニュース
- 株式会社クレハ
- 株式会社ジェイオフィス東京
- 鈴廣かまぼこ株式会社
- 株式会社竹内刃物製作所
- タニコー株式会社
- チエルコミュニケーションブリッジ株式会社
- 豊田プランニング
- 株式会社日東システムテクノロジーズ
- ハウス食品株式会社
- 伯方塩業株式会社
- ヒガシマル醤油株式会社
- ファーストエレベーター株式会社
- 株式会社mil-kin